# 史树合
史树合（1965年—），男，汉族，河北定州人，中国人民解放军少将，第十四届全国人大代表。

## 生平
出生于定州市大鹿庄乡小流村，1982年11月入伍，1985年5月加入中国共产党。曾任成都军区联勤部司令部副参谋长、西宁联勤保障中心主任等职。2023年4月，接替刘孝华任安徽省军区司令员。
2019年12月，晋升少将军衔。